# 디 엔드 (2024년 영화)
《디 엔드》(영어: The End)는 2024년 개봉한 아포칼립스, SF, 뮤지컬, 코미디 드라마 영화이다. 조슈아 오펜하이머가 감독과 공동각본을 맡았다.

## 출연진
- 틸다 스윈튼 - 어머니 역
- 마이클 섀넌 - 아버지 역
- 조지 매케이 - 아들 역
- 모지스 잉그럼 - 소녀 역
- 브로나 갤러거 - 친구 역
- 팀 매키너니 - 집사 역
- 레니 제임스 - 의사 역
- 대니엘 라이언 - 메리 역